# RG Nathalie
La Nathalie est une supercar électrique rechargeable et fonctionnant au méthanol produite à partir de 2021. Elle est la première voiture produite par le nouveau constructeur automobile RG fondé par Roland Gumpert, depuis la faillite de sa société Gumpert qui produisait l'Apollo. Elle est produite à 500 exemplaires.

## Historique

### Préambule
Roland Gumpert est un ancien président d'Audi Sport. Il avait créé en 2001 le constructeur automobile Gumpert, pour produire une supercar nommée Gumpert Apollo. En 2014, l'entreprise avait fait faillite, et elle fut reprise par le hongkongais Norman Choi et le fonds chinois Consolidated Ideal TeamVenture, déjà propriétaire de De Tomaso, qui la rebaptise Apollo Automobil Gmbh et produit l'Apollo Intensa Emozione.

### Présentation
En 2017, Roland Gumpert s'associe à Aiways, une entreprise chinoise basée à Shanghai et spécialiste des énergies alternatives, et fonde sa nouvelle entreprise nommée « RG », initiales de Roland Gumpert, basée à Ingolstadt en Allemagne.
Au salon de Pékin 2018, RG présente le prototype de son premier modèle : la « Nathalie », du prénom de la fille du fondateur. La RG Nathalie devrait être produite à 500 exemplaires à partir de la fin 2019 en Allemagne, puis à Shangrao en Chine et commercialisée au tarif de 420 000 euros.
Au salon international de l'automobile de Genève 2019, Roland Gumpert présente sa RG Nathalie dans sa version de série, produite à partir de 2021, avec sa motorisation électrique alimentée par une pile à combustible.

## Caractéristiques
La Nathalie est un coupé deux-places, sa ligne se rapproche de la Nissan GTR. Elle reçoit des phares à LEDs à l'avant, des volets amovibles et un bandeau lumineux rejoint les feux arrière. Elle est conçue sur une coque en carbone très légère qui lui confère des performances élevées avec une vitesse maximum de 300 km/h et un 0 à 100 km/h en 2,5 secondes.

### Motorisation
La RG Nathalie reçoit quatre moteurs électriques de 150 kW (204 ch), chacun placés dans les roues. Ils développent une puissance combinée 400 kW, soit l'équivalent de 544 ch transmis sur les quatre roues.

### Batterie
La Nathalie est équipée d'une pile à combustible de 15 kW qui fonctionne au méthanol et alimente une batterie de 70 kWh. Le système complexe développé par RG est constitué d'un reformeur de méthanol qui, par réaction électrolytique, divise le méthanol en dioxyde de carbone et en hydrogène, celle-ci alimentant la pile à combustible qui produit l'électricité. Elle augmente également son autonomie grâce à la récupération d'énergie produite au freinage. Elle bénéficie d'un réservoir de 60 litres de méthanol et ainsi d'une autonomie de 600 km à 1 200 km en mode « éco ». La RG Nathalie peut également être rechargée sur borne électrique ultra-rapide de 350 kW.

## Finition

### Série spéciale
- Nathalie First Edition : version de lancement au second semestre 2021.